# FDJ-Pokal der Jugend 1984
Der FDJ-Pokal der Jugend 1984 war die 33. Auflage des höchsten Fußball-Pokalwettbewerbs der Altersklasse 15/16 auf dem Gebiet der DDR, der vom DFV durchgeführt wurde. Er begann am 29. April 1984 mit der Vorrunde und endete am 20. Mai 1984 mit dem Sieg vom FC Karl-Marx-Stadt (Pokalsieger 1969), die im Finale gegen den F.C. Hansa Rostock gewannen.

## Teilnehmende Mannschaften
Am FDJ-Pokal der Jugend für die Altersklasse (AK) 15/16 nahmen die Pokalsieger der 15 Bezirke auf dem Gebiet der DDR und der Titelverteidiger teil. Spielberechtigt waren Spieler bis zum 16. Lebensjahr (Stichtag: 1. Juni 1967).
Für den FDJ-Pokal qualifizierten sich der Titelverteidiger und folgende fünfzehn Bezirkspokalsieger bzw. dessen Vertreter:
| - Bezirk Rostock F.C. Hansa Rostock - Bezirk Schwerin ISG Schwerin-Süd - Bezirk Neubrandenburg BSG Traktor Friedland - Bezirk Potsdam BSG Motor Babelsberg - Ost-Berlin 1. FC Union Berlin | - Bezirk Frankfurt (Oder) FC Vorwärts Frankfurt/O. - Bezirk Magdeburg 1. FC Magdeburg - Bezirk Halle Hallescher FC Chemie - Bezirk Leipzig 1. FC Lokomotive Leipzig - Bezirk Cottbus BSG Energie Cottbus | - Bezirk Dresden SG Dynamo Dresden - Bezirk Karl-Marx-Stadt FC Karl-Marx-Stadt BSG Sachsenring Zwickau (TV) - Bezirk Erfurt BSG Mikroelektronik Erfurt - Bezirk Gera FC Carl Zeiss Jena - Bezirk Suhl BSG Stahl Bad Salzungen (TV) – Titelverteidiger |

## Modus
Der Pokalwettbewerb wurde wie im Vorjahr von der Vorrunde bis zum Finale im K.-o.-System durchgeführt. Die Vorrunde sowie das Viertelfinale wurden nach möglichst territorialen Gesichtspunkten ausgelost. Ab dem Halbfinale wurde jeweils vor einem Aufstiegsspiel zur DDR-Oberliga auf neutralen Platz gespielt.

## Vorrunde
| Datum                   |                            | Ergebnis  |                          |
| ----------------------- | -------------------------- | --------- | ------------------------ |
| So 29. April, 14:00 Uhr | BSG Sachsenring Zwickau    | 2:5       | SG Dynamo Dresden        |
| So 29. April, 14:00 Uhr | BSG Energie Cottbus        | 3:2 n. V. | FC Vorwärts Frankfurt/O. |
| So 29. April, 14:00 Uhr | 1. FC Lokomotive Leipzig   | 0:1       | Hallescher FC Chemie     |
| So 29. April, 14:00 Uhr | BSG Motor Babelsberg       | 0:1       | 1. FC Magdeburg          |
| So 29. April, 14:00 Uhr | BSG Mikroelektronik Erfurt | 1:3       | FC Carl Zeiss Jena       |
| So 29. April, 14:00 Uhr | BSG Stahl Bad Salzungen    | 00:10     | FC Karl-Marx-Stadt       |
| So 29. April, 14:00 Uhr | ISG Schwerin-Süd           | 0:7       | F.C. Hansa Rostock       |
| So 29. April, 14:00 Uhr | BSG Traktor Friedland      | 0:1       | 1. FC Union Berlin       |

## Viertelfinale
| Datum                 |                      | Ergebnis              |                    |
| --------------------- | -------------------- | --------------------- | ------------------ |
| So 06. Mai, 15:00 Uhr | BSG Energie Cottbus  | 0:5                   | SG Dynamo Dresden  |
| So 06. Mai, 15:00 Uhr | 1. FC Union Berlin   | 1:2                   | F.C. Hansa Rostock |
| So 06. Mai, 15:00 Uhr | FC Karl-Marx-Stadt   | 5:2                   | FC Carl Zeiss Jena |
| So 06. Mai, 15:00 Uhr | Hallescher FC Chemie | 1:1 n. V. (4:1 i. E.) | 1. FC Magdeburg    |

## Halbfinale
Die Partien fanden vor den Aufstiegsspielen zur DDR-Oberliga BSG Motor Suhl – ASG Vorwärts Dessau im Sportpark der Freundschaft von Suhl und vor SG Dynamo Schwerin – BSG Stahl Brandenburg auf dem Schweriner Sportplatz Paulshöhe statt.
| Datum                 |                    | Ergebnis |                      | Spielort |
| --------------------- | ------------------ | -------- | -------------------- | -------- |
| So 13. Mai, 12:45 Uhr | SG Dynamo Dresden  | 2:3      | FC Karl-Marx-Stadt   | Suhl     |
| So 13. Mai, 12:45 Uhr | F.C. Hansa Rostock | 4:1      | Hallescher FC Chemie | Schwerin |

## Finale
Das Finale fand als Vorspiel der Aufstiegspartie zur DDR-Oberliga BSG Sachsenring Zwickau – SG Dynamo Schwerin statt.
| Paarung            | FC Karl-Marx-Stadt – F.C. Hansa Rostock |
| Ergebnis           | 4:1 (1:1) |
| Datum              | Sonntag, 20. Mai 1984 um 12:45 Uhr |
| Stadion            | Georgi-Dimitroff-Stadion, Zwickau |
| Zuschauer          | 2000 vor der Aufstiegspartie |
| Schiedsrichter     | Matthias Müller (Gera) |
| Tore               | 1:0 Steinmann (17.) 1:1 Kreutzer (20.) 2:1 Heidrich (60.) 3:1 Göhl (74.) 4:1 Steinmann (79., Foulstrafstoß) |
| FC Karl-Marx-Stadt | Holger Hiemann – Lutz Schöler – Mario Göhl, Steffen Dünger (79. Jens Wächter), Dirk Schuster – Rico Steinmann, Lutz Schädlich, Mario Schubert – Torsten Bittermann, Steffen Heidrich , Jens Haustein (73. Rico Schmitt) Cheftrainer: Ullus Küttner / Andreas Heydel |
| F.C. Hansa Rostock | Ulf Klammer – Mayk Zimmermann – Hans-Jürgen Kreutzer, Heiko Möller, Henrik Graulich – Timo Lange (41. Rüdiger Suhr), Kai Balsiger, Torsten Ladwig – Andreas Prohn (50. Axel Fuchs), Florian Weichert, Axel Kruse Cheftrainer: Gerald Dorbritz                       |